# Carlo Di Re
Carlo Di Re (San Giorgio a Cremano, 27 dicembre 1927 – Pordenone, 25 luglio 2008) è stato un politico italiano.

## Biografia
Laureato in Ingegneria civile edile all'Università di Napoli. Fin da giovane aderisce al Partito Repubblicano Italiano, di cui diventa segretario della Federazione giovanile della Campania e poi segretario provinciale del PRI a Napoli. Nel 1960 si trasferisce a Pordenone per lavoro, dove continua la militanza politica. Nel 1965 diventa segretario regionale del PRI del Friuli-Venezia Giulia, carica che mantiene per 10 anni. Nel 1968 entra nel consiglio nazionale del partito e dal 1975 fa parte anche della direzione nazionale. È stato capo della segreteria politica durante i mandati come segretario nazionale di Oddo Biasini (dal 1975 al 1979) e poi di Giovanni Spadolini (fino al 1987).
Nel 1983 viene eletto deputato con il Partito Repubblicano Italiano nella Circoscrizione Udine-Belluno-Gorizia-Pordenone. Conclude la propria esperienza parlamentare nel 1987. Dal 1988 diventa nuovamente segretario regionale friulano del PRI, ruolo che mantiene fino al 1991.
Muore a Pordenone nel luglio 2008, all'età di 80 anni.